# Цхами
Цхами (груз. ცხამი) — село в Грузии, на территории Сачхерского муниципалитета края (мхаре) Имеретия.

## География
Село находится в центральной части Грузии, на берегах реки Извары (левый приток Квирилы), на расстоянии приблизительно 9 километров (по прямой) к юго-востоку от города Сачхере, административного центра муниципалитета. Абсолютная высота — 886 метров над уровнем моря.

## Население
По результатам официальной переписи населения 2014 года, в Цхами проживало 503 человека (254 мужчины и 249 женщин). В национальной структуре населения грузины составляли 99,6 %, осетины — 0,4 %.
| Год  | Население, человек |
| ---- | ------------------ |
| 2002 | 620                |
| 2014 | ↘ 503              |